# 코즈마케팅
코즈마케팅(영어: Cause marketing)은 기업이 사회적 문제를 해결하면서 이를 기업의 이윤추구에 활용하는 마케팅이다. 코즈마케팅은 기업의 기부와는 다른 의미를 가진다. 기업의 기부는 세금 공제 같은 혜택이 따르지만, 코즈마케팅은 반드시 기부를 의미하는 것은 아니다.

## 정의

코즈 마케팅이란 기업이 환경 보건 빈곤 등과 같은 사회적인 이슈. 즉, ‘코즈(cause)’를 기업의 이익 추구를 위해 활용하는 것을 말한다.
기업이 소비자를 통해 경제적 가치와 공익적 가치를 동시에 추구한다. 소비자들은 해당 기업의 제품을 구입하는 것이 향후 사회나 환경에 긍정적인 영향을 끼친다는 것을 알고 소비하게 된다. 이러한 착한 소비 심리를 이용한 코즈 마케팅은 소비자들의 소비를 이끌어내면서 공익을 추구하기 때문에 소비자와 기업이 함께 기부와 공익활동에 힘을 보태고 기업은 매출증대도 이루는 마케팅 전략이라고 할 수 있다.

## 특징
코즈 마케팅의 특징은 제품판매와 기부를 연결한다는 것이다. 기업의 공익 활동이라는 점에서 기업의 사회적 책임 활동과 비슷하다고 볼 수 있지만, 기업의 사회적 책임 활동은 기업이 자선 활동을 통해 기업의 이미지를 긍정적으로 제고 시키고 그에 따른 수익 향상은 부수적이라면, 코즈 마케팅은 소비자들에게 착한 소비라는 동기유발을 통해 기업의 매출을 증대하는 것이 목적이다. 따라서 윤리적 소비를 이끌어내 기업의 수익을 증대시킴과 동시에 공익을 추구하는 브랜드 가치까지 제고 할 수 있는 마케팅 전략이다.
하지만 공익을 위한 선한 의도인 줄 알았던 것이 제품판매를 위한 수단이라고 오해 받는다면, 기업의 이미지는 더욱 하락하고 소비자들의 구매 욕구가 없어지는 역효과가 발생 할 수 있다. 또한, 코즈 마케팅의 경우 소비자들에게 기업의 제품 구매가 사회적으로 기여를 하게 된다는 것을 알려야 하기 때문에 광고 비용이 많이 지출 된다. 따라서, 자원이 많지 않은 소규모 기업에서는 시도하기 어렵다는 단점이 있다.

## 사례

### 최초의 사례
코즈 마케팅의 가장 최초의 사례는 1984년 미국 아메리칸익스프레스사가 마케팅 활동을 자유의 여신상 복원과 연계시킨 프로젝트에서 볼 수 있다. 아메리칸익스프레스는 고객이 카드를 사용할 때마다 1센트, 신규로 가입할 때마다 1달러의 성금을 자유의 여신상 복원을 위해 기부하겠다고 했다. 이를 통해 아메리칸익스프레스 회원의 카드 사용률은 그 해에만 28%가 증가하고, 신규 회원은 45%가 늘어났다.

### 탐스슈즈의 사례
코즈 마케팅의 가장 성공적인 사례에는 ‘탐스’ 신발이 있다. ‘탐스’ 신발을 하나 사면 빈민 아이들에게도 신발 하나를 준다는 ‘one for one’ 일대일 기부 공식은 소비자들에게 많은 호응을 얻었고 간단한 디자인과 기능에 비해 비싼 가격에도 소비자들의 많은 구매가 이루어지고 있다.
‘탐스’는 소비자들에게 일방적으로 자신들의 기부활동을 알리는 데에 멈추지 않고, 소비자들이 직접 탐스 직원들과 함께 빈민가에 가서 신발을 나누어주는 이벤트도 실행하고 있다. ‘탐스’의 코즈 마케팅이 가장 성공적일 수 있었던 이유는 소비자들이 자신이 신발을 하나 사면 그와 같은 신발이 기부된다는 것이 돈을 기부하는 것보다 눈에 보이며 소비자들이 쉽게 느낄 수 있는 것이기 때문이다. 또한, 브랜드 이미지를 홍보 함으로서 비슷한 신발들 속에서 강한 브랜드 파워를 가지게 되었다. 따라서 정말 기부를 원해서 구매를 하는 착한 소비와 기부에는 관심이 없지만 유행을 따르려는 소비자와 브랜드를 구매하고자 하는 소비자들까지 ‘탐스’ 신발을 구매하게 만들었다.
즉, ‘탐스’의 코즈 마케팅은 착한 소비의 욕구뿐만 아니라 소비자들의 다른 소비 욕구까지 충족 시켜주는 가장 성공적인 코즈 마케팅이라고 볼 수 있다.

### 페이스 워치 사례
코즈 마케팅을 아주 노골적으로 들어낸 사례도 볼 수 있었다. ‘페이스 워치’가 그 사례이다. 이 시계는 겉으로 보기에는 다른 패션 시계와는 다를 것 없이 평범하고 간단한 디자인이지만 시계의 색상 별로 구입시 기부되는 용도를 아주 명확하게 구분해놓았다. 이 시계는 공동 구매 사이트에서 폭발적인 인기를 끌며 판매 완료되었다고 한다. 코즈 마케팅에서 중요한 것이 진정성과 명확성이라면 ‘페이스 워치’ 에서는 명확성을 강조했다고 볼 수 있다. 소비자들은 착한 소비를 하려고 할 경우 ‘구매금액의 일부분을 사회에 기부한다’와 같은 명확성이 없는 제품 보다는 이처럼 명확하게 자신이 어떤 색상의 시계를 구입하느냐에 따라서 기부를 하는 곳이 달라지고 수치적으로 환산되는 제품의 구입을 하고 싶어하기 때문이다.

### 코카 콜라 사례
코즈 마케팅의 대표적인 사례로 탐스 슈즈 외에도 코카 콜라에서 시행했던 Artic Home 캠페인을 들 수 있다. 코카 콜라 광고에 항상 빠짐없이 나오는 마스코트인 북극곰은 1993년 2월 제 65회 아카데미 시상식 TV 방송을 통해 등장하였다. 이후 2011년 멸종위기에 처한 북극곰을 보호하기 위해 코카 콜라는 세계야생생물 보호기금(WWF)와 함께 공익 캠페인 시작했다. 기존의 빨간색 캔의 디자인에서 하얀색 캔으로 디자인한 특별 에디션 캔을 만들어 북극곰 캠페인을 홍보하였다. 북극곰이 그려진 코카 콜라 한정판 캔을 구매하고 캔에 새겨진 코드를 문자로 전송하거나 Arctic Home 웹사이트에 입력하면 1달러씩 기부가 된다.  그리고 소비자들에게 큰 호응을 얻은 결과 5개월만에 거의 2백만 달러가 모금되었다.

### 한국의 코즈마케팅 사례
우리나라 기업들도 점차 코즈 마케팅을 실행하고 있다.  사례로는 Cj 제일제당의 생수 미네워터가있다. 생수에 있는 바코드를 찍으면 100원이 더 결제되고, 편의점에서 100원, Cj 제일제당에서 100원이 결제되어 아프리카의 물 부족국가에게 총 300원이 기부되는 형식이다.
기부에 대한 통계적 자료를 살펴보면, 89%의 사람이 기부를 할 의지를 가지고 있지만 오직 0.9%의 사람들이 기부를 한다. 이는 사람들이 게으르기 때문에 의도와 행동의 부조화를 이루로 있는 상황이다. 따라서 기부하는 방법을 쉽게 하자는 것이 미네워터의 코즈 마케팅 목표이다. 이러한 변화로 기부에 참여하는 사람들이 51%로 증가하였고, 미네워터의 판매량 또한 크게 증가하였다. 이는 생수라는 저관여 제품시장에서 코즈 마케팅이 큰 효과를 발휘 할 수 있다는 것을 보여주었다. 생수는 가격이 낮고 제품간 차이가 뚜렷하지 않아 소비자들이 습관적 소비를 하게 되는 제품이다. 따라서 새로운 제품이 시장에 들어왔을 때 소비자들에게 구입되기 쉽지 않다. 하지만 물을 살 때 적은 돈을 더 냄으로써 기부를 한다는 인식은 미네워터를 다른 생수 제품들과는 차별화 시켜 주었다. 소비자들이 기부를 하고 싶어하는 욕구를 쉽게 살 수 있는 생수에 접목 시키면서 쉽게 기부를 할 수 있는 루트를 제공해주어 매출증대로도 이어진 성공적인 우리나라의 코즈 마케팅 사례라고 볼 수 있다.
이외에도 현대건설에서는 아파트 분양할 때 아파트 견본주택을 방문한 고객이 행사에 응모하면 현대건설이 응모객 1인당 1000원씩 지역 복지기관에 기부하는 행사를 했다. 이는 건설업계에서 홍보를 위해 행해지는 코즈 마케팅이라고 볼 수 있다. 수익금의 일부를 독도후원기금으로 쓰는 코즈 마케팅의 ‘독도 지우개’도 소비자에게 독도를 돕는다는 자부심과 동시에 애국심을 심어주고, 일본 등의 외국산 필기구를 즐겨 쓰던 학생들에게 경각심을 일깨워주며 큰 인기를 끌고 있다. 이처럼 우리나라에서도 코즈 마케팅이 여러 사업 분야에서 사용된다는 것을 볼 수 있다.
마켓컬리는 2019년 9월 25일부터 '올페이퍼 챌린지'를 통해 종이 포장재를 도입하였다.
GS샵은 재활용의 용이성을 위해 비닐 테이프를 사용하지 않고도 상품을 안전하게 배송할 수 있는 친환경 박스인 조립형 박스를 택배 박스로 도입했다.

## 유의점
고객의 착한소비 욕구를 만족시켜주면서도 기업의 이익과 사회적 이익을 모두 달성할 수 있는 코즈마케팅을 성공적으로 적용하기 위한 2가지 유의점이 있다.
- 합리적인 가격으로 고객의 쉬운 참여를 유도할 것

소비자들은 지불한 비용만큼의 편익을 얻고자 한다. '착한소비'심리의 편익은 사람마다 다르겠지만 대부분 소비자들이 원하는 편익에 일부분밖에 차지하지 않을 것이다. 따라서 무리한 가격 정책으로 소비자들의 부담을 가중 시키거나 기부를 하기위한 절차를 복잡하게 만든다면 코즈 마케팅을 성공할 수 없을 것이다. 도미노 피자의 '1/2캠패인' 코즈마케팅 사례가 비싼 비용으로 실폐한 사례로 볼 수 있다. 소비자가 피자를 시키면 반 판만 배달되고 나머지는 저소득층 공부방 아이들에게 전달되는 방식이었는데 업체는 여전한 이익을 챙기면서 소비자들에게 과중한 부담을 주는 방식이었기 때문에 실패하였다.
- 소비자가 공감할 수 있는 코즈마케팅을 실행할 것

기업이 하고자하는 기부형태가 소비자의 공감을 얻어낼 수 있어야한다. 비용이 저렴하고 코즈가 좋더라도 고객이 공감하지 않는 다면 성공할 수 없는 코즈 마케팅이 된다. 먼저, 그 기업의 이미지에 부합해야 한다. 이를 탐즈 슈즈가 매우 잘 적용했다고 볼 수 있다. 신발을 판매하는 기업에서 가난해서 맨발로 뛰어다니는 아이들에게 신발을 제공해 준다는 기부형태가 기업 제품과 일대일로 연결되어 성공한 것이다. 반면, 애국심과 코즈를 매칭하고자했던 '8,15'콜라는 브랜드 이미지와 코즈간에 연결고리가 없어 실패했으며 유방암을 캠패인을 한 KFC는 정작 유방암을 유발시키는 치킨을 팔아 소비자의 공감을 얻지 못해 실패한 사례가 되었다.

## 의의
소비자들의 의식수준과 생활수준이 향상되어가는 현대 사회일수록 착한 소비에 대한 사회적, 개인적 욕구는 늘어날 것이다. 따라서 고객의 착한 소비욕구를 자극해서 수익을 창출할 수 있는 코즈 마케팅의 중요도는 높아질 것이다. 기업은 수익성과 기업이미지를 향상시키고 사회는 별다른 비용 없이 기업과 소비자들에 의해 공익을 달성할 수 있다. 즉, 코즈마케팅은 기업과 사회, 그리고 그 사회를 살아가는 소비자들에게 긍정적인 영향을 끼치는 '윈윈전략'이다.

## 같이 보기
- 탐스슈즈